# Лянгасово (станция)
Лянга́сово — крупная узловая железнодорожная станция в микрорайоне Лянгасово города Кирова. По характеру основной работы отнесена к сортировочным, по объёму выполняемой работы отнесена к внеклассным. Крупная станция Горьковской дирекции управления движением, одна из крупнейших в России. Длина — 8,5 км. Развёрнутая длина путей — свыше 100 километров.

## История
Станция была создана на основе железнодорожного разъезда в 1906 году для того, чтобы снизить нагрузку на губернский центр, город Вятку (Киров). В 1927 году станция стала сортировочной, построена соответствующая инфраструктура. В 1932 году при станции был основан посёлок железнодорожников Лянгасово, впоследствии выросший до посёлка городского типа. В октябре 2008 года закончена модернизация станции общей стоимостью около 50 млн рублей, 4 пути удлинены на 200—250 метров для возможности приёма и формирования составов до 100 вагонов, уложено 9 стрелочных переводов.

## Структура
На станции базируется локомотивное депо Лянгасово, при депо имеется музей. На станции имеется сортировочная горка, 6 парков, 30 стрелочных постов, электростанция. Станция способна принимать около 18 тысяч вагонов в сутки. В 2008 году на станции сформировано 2830 длинносоставных поездов, 2101 тяжеловесный поезд.
На станции работает пассажирский вокзал, пригородные электропоезда совершают 4 остановки на остановочных пунктах. Терминал принимает поезда дальнего, местного и пригородного сообщения.
Станция является узловой. Помимо Кирова, она связана с Котельническим направлением (станция Стрижи), Котласским направлением (станция Матанцы) и Ярским направлением (станция Поздино). Идущие по Транссибу грузовые поезда уральского и северного направления пускаются в обход городской черты Кирова.

## Движение поездов
| № поезда                         | Маршрут движения                 | № поезда                         | Маршрут движения                 |
| Круглогодичное обращение поездов | Круглогодичное обращение поездов | Круглогодичное обращение поездов | Круглогодичное обращение поездов |
| -------------------------------- | -------------------------------- | -------------------------------- | -------------------------------- |
| 9                                | Киров — Нижний Новгород          | 10                               | Нижний Новгород — Киров          |
| 31 «Вятка»                       | Киров — Москва                   | 32 «Вятка»                       | Москва — Киров                   |
| 89                               | Воркута — Нижний Новгород        | 90                               | Нижний Новгород — Воркута        |
| Сезонное обращение поездов       |                                  |                                  |                                  |
| 501                              | Киров — Анапа                    | 502                              | Анапа — Киров                    |
| 531                              | Киров — Адлер                    | 532                              | Адлер — Киров                    |